# Enrico Frati
Enrico Frati (Bologna, 8 dicembre 1816 – Bologna, 17 gennaio 1892) è stato un archivista italiano, direttore dell'Archivio di Stato di Bologna (1875-1890 ca.).

## Biografia
Enrico Frati nacque l'8 dicembre 1816 a Bologna, ove compì gli studi giuridici laureandosi nel luglio 1840. Dopo trent'anni di esperienza in campo amministrativo ed archivistico maturata presso alcuni enti locali, nel 1875 divenne Direttore del nuovo Archivio di Stato di Bologna, ove si dedicò in particolare all'ordinamento del cosiddetto Fondo demaniale, costituito dagli archivi delle congregazioni religiose soppresse in età napoleonica. Fu dispensato dal servizio a causa di una malattia che il 17 gennaio 1892 lo condusse alla morte.
Alla sua opera si deve l'ordinamento dell'Archivio del Comune di Bologna, di archivi di famiglie gentilizie e di Opere pie bolognesi. Nel marzo 1861 fu nominato dal conte Giovanni Gozzadini, in qualità di presidente della Deputazione di Storia patria per le province di Romagna, tra i paleografi che avrebbero dovuto sovrintendere alla trascrizione degli Statuti di Bologna del secolo XIII. Da quel momento iniziò una stretta collaborazione con la Deputazione dalla quale ricevette numerosi incarichi. All'attività svolta per la Deputazione è da collegarsi il piccolo nucleo di lettere scritte da Enrico Frati ad Antonio Cappelli conservato presso la Biblioteca Comunale dell'Archiginnasio.